# Янтуа, Кофи
Кофи Янтуа (англ. Kofi Jantuah, родился 17 июня 1974 в Буком, Гана) — ганский боксёр-профессионал, выступающий в средней (Middleweight) весовой категории.
13 мая 2006 года боксировал против Артура Абрахама за титул чемпиона мира по версии МБФ (IBF), но уступил по очкам.
Наилучшая позиция в мировом рейтинге: 27-й.

## Результаты боёв
| Бой | Дата | Соперник | Судьи | Место боя | Раундов | Результат | Дополнительно |
| --- | ---- | -------- | ----- | --------- | ------- | --------- | ------------- |
|     |      |          |       |           |         |           |               |
| Бой | Дата | Соперник | Судьи | Место боя | Раундов | Результат | Дополнительно |